# 斯普林希爾 (印地安納州)
斯普林希爾（英語：Springhill）是位於美國印地安納州第開特縣的一個非建制地區。該地的面積和人口皆未知。

## 地理
斯普林希爾的座標為39°26′00″N 85°25′16″W / 39.43333°N 85.42111°W，而該地的平均海拔高度為298米（即978英尺）。